# Павлова Софія Афіногенівна
Павлова Софія Афіногенівна (22 грудня 1926 — 25 січня 1991) — радянська російська актриса театру і кіно. Заслужена артистка РРФСР (1969).

## Життєпис
Закінчила Державний інститут театрального мистецтва в Москві (1952). З цього ж часу працювала в Московському драматичному театрі імені М. М. Єрмолової.
Перша (і головна) роль в кіно — Анюта у фільмі «Комуніст» (1957). Картина удостоєна ряду кінопремій.
Грала також в кінофільмах (всього близько 50 ролей): «Живі і мертві» (1964), «Попереду — крутой поворот» (1960), «Журналіст» (1967), «Ад'ютант його високоповажності» (1969), «Чайка» (1970), «Драма зі старовинного життя» (1971), «Сіль землі» (1978, телесеріал), «Не можу сказати „прощавай“» (1982, мати Сергія Ватагіна), «Семеро солдатиків» (1982), «Колискова для брата» (1982), «Підліток» (1983) та ін., а також в українських кінокартинах: «Тінь» (1961, к/м, Ксенія Петрівна), «Між добрими людьми» (1962, Ольга Дмитрівна), «Серце не прощає» (1961, Катерина Топіліна), «Гольфстрим» (1968, мати Ігоря).
Похована на Ваганьковському кладовищі.